# Рабль-Рюкгард, Иоганн
Иоганн Йозеф Непомук Рабль-Рюкгард (нем. Hermann Rabl-Rückhard; 1 сентября 1839, Потсдам — 10 декабря 1905, Берлин, Германская империя) — прусский военный врач и анатом, профессор анатомии при Берлинском университете, доктор медицины.

## Биография
В 1858—1862 годах обучался в Берлинском Военно-медицинском институте короля Фридриха-Вильгельма (Пруссия). Получив докторскую степень, занял должность младшего врача в Шарите. Участвовал в Австро-прусско-датской 1864 года, Австро-прусско-итальянской 1866 года и Франко-прусской войнах 1870—1871 гг.
Отмечен Железным крестом.
Отказавшись от предложения преподавать в Медицинской академии в Токио, в 1875 году начал работать ассистентом и куратором в Университетском институте анатомии в Берлине под руководством Карла Богуслава Рейхерта. В 1882 году получил степень приват-доцента по анатомии, в 1884 году стал профессором.
В 1892 году уволился с военной службы по состоянию здоровья, с должности главного фельдшера военного училища и члена военно-врачебной комиссии.
На его научную работу оказали влияние работы Рейхерта. В частности, Рабль-Рюкгард занимался исследованиями и разработками мозга костных рыб. Его гипотеза, согласно которой ассоциативные связи создаются и прерываются амёбоидным движением дендритов, также была хорошо принята в научных кругах. В сентябре 1891 года стал членом Леопольдины.
Автор трудов по офтальмологии, гинекологии и анатомии животных. Написал статьи о почках во втором и третьем изданиях «Real-Encyclopädie der gesammten Heilkunde» («Реальной общемедицинской энциклопедии»).

## Избранные публикации
- Centralnervensystem des Alligators;
- Zur Deutung und Entwicklung des Gehirns der Knochenfische («Arch. für Anat. und Phys.», 1882);
- Das Groshirn der Knochenfische u. seine Anhangsgebilde (там же, 1883).
- Das gegenseitige Verhältnis der Chorda, Hypophysis und des mittleren Schädelbalkens bei Haifischembryonen, nebst Bemerkungen über die Deutung der einzelnen Theile des Fischgehirns. In: Morphologisches Jahrbuch. Band 6, Nr. 4, 1880
- Weiteres zur Deutung des Gehirns der Knochenfische. In: Biologisches Centralblatt. Band 3, Nr. 1, 1. März 1883.
- Sind die Ganglienzellen amöboid? Eine Hypothese zur Mechanik psychischer Vorgänge. In: Neurologisches Centralblatt. Band 9, Nr. 7, 1890.